# Maison de Thoire-Villars
Ne doit pas être confondu avec Famille de Villars (Dombes) ou Famille de Villars (Lyonnais).
Cette page explique l’histoire ou répertorie les différents membres de la famille de Thoire-Villars.
La maison de Thoire-Villars est une famille noble, d'extraction chevaleresque originaire du Bugey, issue de l'alliance des familles de Thoire et de Villars, vers la fin du XIIe siècle, d'où l'usage patronymique de Thoire et Villars ou Thoire-Villars. La maison s'éteint au début du XVe siècle.
La puissance de cette maison se mesure notamment, comme relaté dans le recueil de Samuel Guichenon (1607-1664), par les hautes alliances qu'elle contracta. Elle peut être parfois considérée comme une famille comtale (cf. infra) ou une maison souveraine.

## Titres
Le médiéviste Bernard Demotz qualifie cette famille de « type même de la seigneurie qui s'est élevée au rang comtal sans en avoir le titre ».
Liste non exhaustive des titres que portèrent suivant les périodes les seigneurs de Thoire :
- comte de Genève (1394-1402)[3]
- seigneur de Bouligneux, du Montellier, de Montribloud, de Poncin, de Riverie et de Saint-Sorlin, de Rossillon, de Thoire, du Thor, de Trévoux, de Varax, de Villars, etc.

## Historique

### Origines des Thoire
Samuel Guichenon (1607-1664), historien et généalogiste bugiste, indique que les origines de la famille de Thoire sont obscures,. La famille tire son nom du château de Thoire, installé sur un rocher au-dessus de la rive gauche de la rivière de l'Ain,, et relevant du comté de Bourgogne. Cette forteresse surplombait le village de Thoirette, à l'ouest d'Oyonnax, dans l'actuel département français du Jura (à la frontière sud avec l'Ain).
Les terres de la sirerie de Thoire « correspondent tout ce qui est situé de la rivière d'Ain à Châtillon-de-Michaille (sauf la terre de Nantua), et du nord au midi depuis Dortan jusqu'à Châtillon-de-Corneille ».

### Les premiers seigneurs de Thoire (XIe–XIIesiècles)
Le premier seigneur mentionné remonterait vers la fin du XIe siècle avec Hugues († avant v. 1110/31), seigneur de Thoire. L'archiviste Georges Debombourg (1820-1877) indique, dans son Histoire de l'abbaye et de la ville de Nantua (1858), qu'il aurait « servi de caution en 1086 à Hugues de la Balme dans un traité d'alliance […] avec l'abbé de Nantua ». Ce personnage semble attesté par des donations à l'abbaye Saint-Pierre de Nantua, en 1110,,. Il semble également être signataire d'un traité, vers 1120, avec l'évêque de Mâcon, Bérard de Châtillon. Son fils, Humbert [I] († après 1131), lui succède puis très rapidement son petit-fils, Guillaume [I] († v. 1164/88). Ce dernier est mentionné aux côtés de ses frères, Humbert, Gilbert et Ponce, dans une donation à la Chartreuse de Meyriat, vers 1164, avec le consentement de sa mère et sa femme. Son jeune frère, Ponce, est évêque de Belley.
Le 11 juillet 1188, le seigneur Humbert [II], fils de Guillaume [I], épouse Alix de Coligny, dame de Cerdon, de Poncin et d'Espierres, héritière de Humbert II de Coligny et de Ida de Vienne [Bourgogne-Comté]. Par ce mariage les Thoire obtiennent les places et les terres de Géovreissiat, Izernore, Brion et son château ainsi que Sénoches, (qui va se confondre avec Montréal-la-Cluse); leur permettant en partie le contrôle des régions de Lons-le-Saunier, de Nantua et du Revermont.
Les tentatives pour s'implanter en Michaille, en Valromey, mais aussi d'unir le Bugey sous leur domination échouent face à la politique d'expansion des comtes de Savoie.

### L'alliance des Thoire et des Villars
Étienne [I], fils d'Humbert [II], épouse en 1188 Agnès de Villars, qui apporte en dot tous ses biens, notamment la terre de Villars,. Aux terres du Bugey, entre autres Cerdon, Montréal, Arbent, Matafelon, Beauregard (à Izernore ?), Belvoir... des Thoire, s’ajoutent une grande partie de la Bresse avec les terres dombistes des Villars, qui comprenaient les seigneuries d'Ambérieux-en-Dombes, du Châtelard, de Trévoux et de Villars. Cette acquisition devient de fait une « sorte de second bailliage dont le centre est déplacé de l'énorme motte de Villars vers le prestigieux château de Trévoux ». Ils étaient également en possession de la terre de la Montagne,.
Les successeurs d'Étienne [I] sont seigneurs de Thoire et de Villars, d'où le patronyme Thoire-Villars. Le centre politique de la seigneurie de Villars est transféré de Villars au château de Trévoux.

### XIIIe–XIVesiècles
Au XIIIe siècle, la famille abandonne sa forteresse et s'installe dans celui de Montréal (Montréal-la-Cluse). Vers 1244-1248, Étienne [II] fait édifier la forteresse de Montréal (Mons Régalis), sur un escarpement rocheux. Ainsi en 1280, Humbert IV fait migrer le centre politique vers le nord de la ville de Nantua afin de mieux surveiller les frontières de son domaine. C'est lui qu'il est également à l'origine de la création de la ville de Coppet, en 1294 (canton de Vaud, sur l'ancien terre de Commugny). Par ce rapprochement de Nantua, Humbert IV cherche à s'emparer de la terre de Nantua, puisqu'il possède déjà les sites de Brion, situé au Nord-Ouest, et d'Apremont, au Nord.
La famille de Thoire cherche ainsi à obtenir le contrôle du prieuré de Nantua, que lui dispute également la famille de Savoie. La famille obtient de l'abbé de Nantua, en 1287, un paréage qui lui permet le contrôle de la rive gauche de la Valserine.
Obtention en 1271 des seigneuries d'Aubonne et de Commugny dans le canton de Vaud, et d'Hermance (canton de Genève) (en succession de Béatrice de Faucigny — la mère d'Humbert III — elle-même héritière de Béatrix de Savoie-Faucigny, dont elle était la tante maternelle en tant que sœur d'Agnès).
Entre le XIIIe siècle et le début du siècle suivant, la politique familiale est de chercher à unir ses terres de Thoire avec celles de Villars. Ces ensembles étaient constitués de l'équivalent d'une demi-douzaine de châtellenies et unissaient une quarantaine de familles vassales. Toutefois, ils sont coincés entre deux puissances régionales, les Beaujeu, en Bresse, et les Savoie. Le médiéviste Demotz souligne par ailleurs leurs difficultés de gestion caractérisées par « une médiocre organisation domaniale, puis administrative ».
En 1291, la famille s'allie aux dauphins de Viennois dans la guerre qui oppose ces derniers aux comtes de Savoie,. Elle n'en tirera aucun bénéfice particulier.

### Les derniers seigneurs de Thoire
Humbert [VII] de Thoire († 1423/24), est le dernier héritier. Ce dernier épouse en premier mariage Alix de Roussillon, puis en secondes noces Marie de Genève, fille du comte Amédée III de Genève. Il a trois enfants issu de ses mariages : Humbert († 1363/63), Humbert († 1400), et une fille Louise.
La numérotation des derniers Humbert fait débat et prête souvent à confusion. Pour l'historien Pierre Duparc, spécialiste du comté de Genève, Humbert de Thoire est désigné sous le numéro [VII], tandis que le site de généalogie Foundation for Medieval Genealogy donne le numéro [VI]. Son second fils est dit Humbert de Villars (par Duparc) ou Humbert de Thoire-Villars (DHS). Le site Foundation for Medieval Genealogy respectant sa logique de lire lui attribue le numéro [VII], mais certains auteurs lui associent le numéro [VIII] (Marie-José de Belgique, Renée-Paule Guillot).
Humbert de Villars, de par sa mère, Marie de Genève († 1382), est le neveu du comte de Genève Pierre III, qui en fait son héritier, à la suite d'un accord avec son père, Humbert [VII], son oncle paternel Odon, et Guillaume de Vienne,. Le frère du comte de Genève, Robert, devenu anti-pape, conteste en 1393 la succession et prend le titre, sous condition qu'il fasse de son neveu Humbert son héritier. Le pape meurt l'année suivante et Humbert hériter le titre de comte de Genève,. Là encore, les dernières héritières de la maison de Genève contestent cette succession, de même que le comte de Savoie, Amédée VIII. À la suite d'un procès, une solution est trouvée en 1395,. Humbert de Villars hérite du comté de Genève, et reçoit la reconnaissance de l'Empereur. Humbert de Villars meurt vers la fin du mois de mars 1400,. Quelque temps auparavant, son testament du 10 mars, désignait comme héritier son fils posthume et à défaut son oncle Odon de Villars,.
Humbert VII de Thoire, son père, vend, vers 1401/1402, l'ensemble de ses droits, tout en gardant l'usufruit, sur ses seigneuries du Bugey et de la Bresse au comte de Savoie Amédée VIII,,,. Il meurt vers  1423/24. Son cousin, Odon de Villars, dont la succession au comté de Genève est également contestée lors de nombreux procès, meurt, sans postérité, en 1418.

## Héraldique
| Famille de Thoire-Villars | Les armes de la famille de Thoire-Villars se blasonnent ainsi : bandé d'or et de Gueules de six pièces,, accompagné de la maxime « Secrelum domini de Villars » sur leur sceau. Cimier : un taureau ailé d'or Supports : deux sauvages tenant en main la bannière de Villars Cri : « Villars ! », |

## Filiations
La filiation repose sur celles proposées par le généalogiste Samuel Guichenon (1650) et l'archiviste Claude Guigue (1873).
Il est à noter qu'après le mariage d'Étienne de Thoire avec Agnès de Villars et l'union des deux seigneuries (vers 1190 ou peu après), les cadets de ce lignage, adoptèrent pour patronyme le nom de Villars, tandis que l'aîné seul portait celui de Thoire-Villars.
- Hugues (vivant en 1080-† après 1120), sire de Thoire, ∞ N.N.
  - Humbert Ier (vivant en 1131 - † après 1158), sire de Thoire.
    - Guillaume (vivant 1164), chevalier, sire de Thoire.
      - Humbert (II) de Thoire (vivant 1188), sire de Thoire, ∞ (11 juillet 1188) Alix de Coligny, dame de Cerdon et d'Espierres, fille héritière d'Humbert II de Coligny[12], qui lui apporte des terres dans la région de Lons-le-Saunier, et entre Nantua et le Revermont.
        - Étienne Ier († 1235), sire de Thoire-Villars, ∞ Agnès de Villars († après 1242), qui lui porte en dot en 1187 les biens de cette famille[33].
          - Étienne II († 1248), sire de Thoire-Villars, ∞ Béatrix de Faucigny.
            - Humbert III († 1279), sire de Thoire-Villars, ∞ Alix ou Béatrice de Bourgogne, fille d'Eudes III de Bourgogne.
              - Humbert IV († 1301), sire de Thoire-Villars, ∞ (septembre 1254) Marguerite de La Tour du Pin.
                - Humbert V († après 1336), sire de Thoire-Villars, ∞ (1296) Éléonore de Beaujeu.
                  - Isabeau de Villars, ∞ (1 9 février 1337) Henri de Bourgogne (petit-fils d'Hugues de Chalon), chevalier, seigneur de Montaigu, - (2, 1325) Jean de  Jarès, seigneur d'Iseron.
                  - Humbert VI († 1372), sire de Thoire-Villars, ∞ (1) (1331) Béatrix de Savoie († 1340), fille du prince Philippe Ier de Piémont ; ∞ (2) (1342) Béatrix de Chalon, dame de Montgeffon en Comté, fille de Jean de Chalon, comte d'Auxerre et de Tonnerre, et d'Alix de Montbéliard.
                    - (1) Marie de Villars, dame de Brion en Bugey, ∞ (1350) Guy de Vienne, chevalier, seigneur de Ruffey et de Chevreau.
                    - (2) Humbert (VII) (vivant en 1366-†1424, le 24 juillet à Trévoux), sgr. de Thoire-Villars, de Riverie, de Rossillon et de Trévoux, ∞ (1) Alix de Rossillon, dame de Roussillon et d'Annonay, le 21 mai 1350, fille d'Aimon de Rossillon et d'Alix de Poitiers - (2) Marie de Genève, fille d'Amédée III, comte de Genève, et de Mathilde dite « Mahaut d'Auvergne » le 1er mars 1367 - (3) Isabelle d'Harcourt, fille de Jean VI, comte d'Harcourt, et de Catherine de Bourbon, le 11 octobre 1383.
                      - (2) Humbert (VIII) (†1400 sans enfants), succède à son oncle Robert, comte de Genève en 1394, ∞ (15 novembre 1389) Louise de Poitiers, fille de Louis II de Poitiers, comte de Valentinois et de Diois, et de Cécile de Beaufort, nièce du pape Grégoire XI.
                      - (2) Alix de Villars.
                      - (2) Louise de Villars, ∞ (2 juillet 1387) Guillaume de Vienne, chevalier, seigneur de Saint-Georges, de Seurre, de Sainte-Croix, etc.

                    - (2) Alix de Villars (vivante en 1379-†1412), dame de Montgeffon, ∞ (1, en 1362) Philippe de Savoie le 19 septembre 1362 seigneur de Vigon, de Villefranche, etc., fils de Jacques de Savoie, prince d'Achaïe et de Sibille de Baux - ∞ (2) Hugues (VII) de Vienne, chevalier, seigneur de Sainte-Croix, etc., demi-frère aîné de Guillaume de Vienne ci-dessus, avec lequel elle vivait en 1379. En 1396, elle avait acquis la seigneurie de Montgeffon.
                    - (2) Éléonore de Villars, dame de Buys en Beaujolais, ∞ (1) Édouard Ier de Beaujeu , seigneur de Beaujeu[34] - ∞ (2) 1372 Philippe III de Lévis-Mirepoix, vicomte de Lautrec : leur fils Philippe IV de Lévis continue les barons de Villars et d'Annonay.
                    - (2) Marguerite de Villars, ∞ (1) Guichard d'Oingt en 1360, - ∞ (2) Aymard de Montferrand, chevalier.

                  - Henri (II) de Villars († 1317), évêque de Viviers, de Valence puis archevêque de Lyon.
                  - Éléonore de Villars, dame d'Andelot, ∞ Étienne II de Coligny, seigneur d'Andelot.
                  - Guillaume de Villars, chevalier, seigneur de Beauvoir (probablement Beauvoir/Belvoir/Balvay à Serrières-sur-Ain et Bolozon) et du Châtelard en Dombes, ∞ Marguerite de la Roche-en-Montagne.
                    - Marguerite de Villars, ∞ (1340) Guillaume, baron de Tournon.

                  - Jean de Villars (vivant en 1331), chevalier, seigneur de Montellier et de Beauvoir/Belvoir (sans doute à Serrières-sur-Ain), ∞ (1) Isabelle de Gresy, ∞ (2) Agnès de Montagu, petite-fille d'Alexandre III de Bourgogne-Montaigu-Sombernon.
                    - (2) Odon de Villars (Eudes ou Odo) († 1414), chevalier, seigneur, comte de Genève, Capitaine général du pape Clément VII, recteur du Comtat Venaissin et gouverneur de Nice, damoiseau des comtes de Savoie, chevalier de l’ordre du Camail, etc., ∞ Elix des Baux, comtesse d'Avelin et de Beaufort, fille unique de Raymond des Baux et de Jeanne de Beaufort. Sans postérité.

                  - Louis de Villars († 1377), évêque de Valence et de Die (1361-1370), administrateur de l'administrateur de Vienne.
                  - Guy de Villars (vivant en 1377), chevalier.
                  - Jean de Villars, chanoine-comte et chambrier en l'église de Lyon.
                  - Béatrix de Villars, prieure de Poleteins.
                  - Marie de Villars, religieuse à Poleteins.
                  - Guillaume de Villars, bâtard de Villars à l'origine de la branche des seigneurs de Glareins en Bresse, puis de Surpierre et de Berchies en Vaud (Surpierre et Bercher).

                - Louis de Villars († 1308), archevêque de Lyon.
                - Jean de Villars († 1322, le 31 octobre), chanoine, puis chambrier de l'église de Lyon, seigneur de Saint-André-de-Corcy et de Monthieux.
                - Amé de Villars (vivant en 1299), damoiseau.
                - Béatrix de Villars, ∞ Jean de la Chambre, chevalier.
                - Leoneta ou Lyonnette de Villars, mariée à Guichard, seigneur d'Anthon.
                - [Alix de Villars (†1302), dame de Pouilly-sur-Saône, ∞ Hugues II, comte de Vienne, seigneur de Pagny, de Lons-le-Saulnier, etc. ?] (en fait, Hugues de Vienne épouse Alix de Faucogney)
                - Agnès de Villars, dame de Coppet (vivante en 1323 et 1328), ∞ (1) Guillaume Aleman, chevalier, seigneur de Valbonnais, ∞ (2) Johann von Greyerz (ou Jean, comte de Grueres ? Mais il n'y a pas alors de comte de Gruyères de ce nom !).
                - N.N. (probablement Marguerite), ∞ (Jean) seigneur de Cossonay en pays de Vaud.
                - Étienne de Villars (vivant en 1299), abbé de Saint-Claude.

              - Guillermin ou Guillaume de Villars, abbé de Saint-Claude (v. 1285), sous le nom de Guillaume II.
              - Amé de Villars (vivant en 1286), chevalier.
              - Étienne de Villars († 1304, inhumé à Poleteins), chartreux, prieur de Lugny.
              - Sibille, ∞ Louis d'Oingt (Lyonnais).

            - Alix de Villars († 1304), ∞ Aynard de Clermont, chevalier.
            - Agnès de Villars (°1238-†1298), ∞ Aynard II de La Tour, chevalier.
            - Henri Ier de Villars († 1301), seigneur de Trévoux, abbé de Chassagne, chambrier de l'église et comte de Lyon (v. 1270), prévôt de Fourvières, puis archevêque de Lyon (1296-1301).
            - Simone de Villars, ∞ Girard, seigneur de Cusance-en-Comté.
            - Étienne de Villars.
            - Jeanne de Villars.

          - Jeanne de Villars, prieure de la chartreuse de Poleteins (v. 1281).

        - Ponce († v. 1220), parfois dit de Villars, parfois de Thoire, considéré comme évêque de Mâcon (1199/1202-1219/1221), selon Severt/Guichenon, mais appartenant à la famille de Villars (Dombes)[35].
        - Humbert (vivant en 1217), chevalier.
        - Bernard (vivant en 1217), chevalier.
        - Boniface (vivant en 1215), prieur de Nantua, puis évêque de Belley.

      - Bernard, abbé de Saint-Claude (1200-1230?), évêque de Belley (1211-1212).
      - N.N., ∞ Turembert de Châtillon de Michaille.
      - N.N.

    - Humbert de Thoire, chevalier (postérité inconnue).
    - Gilbert ou Gislebert, chevalier, qualifié beau-frère de Jean, seigneur de Balmey (acte de 1185).
    - Ponce, abbé de Saint-Claude (Saint-Oyen), puis évêque de Belley (v. 1162).

## Personnalités
Deux membres de la famille ont porté le titre de comte de Genève :
- 1394 — 1400 : Humbert VII de Thoire, par héritage.
- 1400 — 1401 : Odon de Villars, vente à la maison de Savoie.

Les Thoire-Villars comptent plusieurs personnalités religieuses dont trois archevêques de Lyon :
- Ponce Ier de Villars, évêque de Mâcon (1140-1161), que Guichenon a rattaché à la famille de Thoire, mais qui appartient aux Villars[35].
- Ponce de Thoire (v. 1162), chanoine de Lyon (1174), abbé de Saint-Claude (Saint-Oyen), évêque de Belley.
- Bernard de Thoire-Villars, abbé de Saint-Claude, évêque de Belley (1211-1212).
- Boniface de Thoire-Villars, prieur de Nantua évêque de Belley (v. 1213).
- Henri Ier de Villars (†1301 le 18 juillet à Rome), seigneur de Trévoux, abbé de Chassagne, chambrier de l'église et comte de Lyon (v. 1270), prévôt de Fourvières, puis archevêque de Lyon (1296-1301).
- Henri II de Villars († 1317), chanoine-comte de Lyon, évêque de Viviers et de Valence de de die (1336-1342) et enfin archevêque de Lyon.
- Louis de Villars († 1377), chanoine-comte de Lyon, évêque de Valence et de Die (1354-1376), administrateur de l'Église de Vienne.

Ainsi que :
- Cinq abbé de Saint-Claude (Saint-Oyen).
- Dix chanoines-comtes, au sein du Chapitre de Saint-Jean de Lyon[36].
- Un prieur de la Chartreuse de Lugny.
- Deux prieures de la chartreuse de Poleteins.

## Possessions
Les seigneurs de Thoire-Villars ont détenu une dizaine de châteaux. Voici une liste non exhaustive des possessions tenues en nom propres ou en fief :
- château d'Ambérieux-en-Dombes, à Ambérieux-en-Dombes (v.1370-????) ;
- château de Bouligneux, à Bouligneux (1290-1306) ;
- château de Chenavel, à Jujurieux (????-1342) ;
- maison de Corlier, à Corlier (au XIVe siècle) ;
- château du Cuchet, à Saint-Sorlin-en-Bugey ;
- château de Fallavier, à Saint-Quentin-Fallavier (????, 1406) ;
- château de Jasseron, à Jasseron (vers 1212-avant 1231) ;
- château de La Sallaz, à Beaufort (1394-1401) ;
- château de Loyes, à Villieu-Loyes-Mollon (1187-1227) ;
- château de Matafelon, à Matafelon-Granges, dont il ne subsiste aujourd'hui aucune trace ;
- château du Montellier, au Montellier (1227-1418) ;
- château de Montréal, à Montréal-la-Cluse (v.1245-1635) ;
- château de Montribloud, à Saint-André-de-Corcy (1320-1418) ;
- château de Poncin, à Poncin (1180-1402) ;
- château de Thoire, à Thoirette ;
- château de Trévoux, à Trévoux (1301-1402) ;
- château de Varax, à Saint-Paul-de-Varax (1243-????) ;
- château de Varey, à Saint-Jean-le-Vieux (XIIe) ;
- château de Villars, à Villars-les-Dombes.

## Charges
Certains membres ont été châtelains pour les comtes de Savoie :
- Châtelet du Crédoz (1319-1320)

## Alliances
Les principales alliances de la famille de Thoire, puis Thoire-Villars sont : de Bourgogne, Savoie, Genève, Genève-Gex, Poitiers, Clermont, La Chambre, Rossillon, Beaujeu, Coligny, Montagu, Chalon, Harcourt, Vienne, Luys, Baux.